# 48時間PART2/帰って来たふたり
『48時間PART2/帰って来たふたり』（原題：Another 48 Hrs.）は、1990年のアメリカ映画。

## 解説
1982年の映画『48時間』の続編として8年ぶりに製作された。監督は前作と同じくウォルター・ヒルが務める。本作はウォルター・ヒルにとって初めての続編モノである。
本作の製作を熱望した主演のエディ・マーフィは、自身のプロダクション“エディ・マーフィ・プロダクションズ”を率いて製作にも参加し、且つ“フレッド・ブロートン”名義で原案も担当している。当時のエディ・マーフィ人気もあり、全米でNo.1ヒットを記録。1985年『ビバリーヒルズ・コップ』、86年『ゴールデン・チャイルド』、87年『ビバリーヒルズ・コップ2』、88年『星の王子 ニューヨークへ行く』、89年『ハーレム・ナイト』に続く6年連続、6本目の全米No.1ヒットとなった。

## ストーリー
あれから7年。サンフランシスコ市警のジャック・ケイツ刑事は暗黒街の陰のボス“アイスマン”追撃のため、唯一手がかりを握る、7年の務めを終えてムショを出たレジー・ハモンドと再びコンビを組むことに。2人は反目しあいながらも友情を温め、“48時間”の追跡劇にまたも挑戦する。

## 登場人物
レジー・ハモンド（Reggie Hammond）
演 - エディ・マーフィ
前作から7年経ち、刑期を終えて出獄した。本来は3年だったが、トラブルで4年延長されている。前作に比べると落ち着いているが自分が正しいと思い、すぐに直情径行に走ることもある。
ジャック・ケイツ（Jack Cates）
演 - ニック・ノルティ
刑事。前作に比べると落ち着いているが荒唐無稽な職務遂行は相変わらず。エレインとは前作の後に結婚したが、すぐに出ていかれてしまった。
ベン・キーホー（Ben Kehoe）
演 - ブライオン・ジェームズ
ジャックの同僚。前作からの登場人物。実は麻薬組織のボス、アイスマン。
ブレイク・ウィルソン（Blake Wilson）
演 - ケヴィン・タイ
内部調査班。ジャックの捜査を的外れと思っておりアイスマンの存在を信じておらず、ジャックを執拗につけ狙う。
フランク・クルーズ（Frank Cruise）
演 - エド・オロス
ジャックの同僚。
ウィリアム・"ウィリー"・ヒコック（Willie Hickok）
演 - デヴィッド・アンソニー・マーシャル
チェリーの相棒。2年間に15人殺している。
リチャード・"チェリー"・ガンツ（Cherry Ganz）
演 - アンドリュー・ディヴォフ
前作の黒幕のガンツの弟。兄以上に凶暴かつ冷酷非道な性格で、逮捕状が7度も出ている。
カークランド・スミス（Kirkland Smith）
演 - バーニー・ケイシー
服役中の囚人。レジーは色々世話になっており、娑婆でも影響力を持つ男。スーパーで働く一人娘がいる。
スローン・バローズ（Tyrone Burroughs）
演 - ブレント・ジェニングス
ジャックが麻薬の取引現場で見た男。
マルコム・プライス（Malcolm Price）
演 - テッド・マークランド
チェリーとつながっている男。口封じで殺害される。

## キャスト
| 役名                             | 俳優                               | 日本語吹替 | 日本語吹替                                                                                       | 日本語吹替 | 日本語吹替                                                                   |
| 役名                             | 俳優                               | ソフト版 | フジテレビ版                                                                                     | 日本テレビ版 | テレビ朝日版                                                                 |
| -------------------------------- | ---------------------------------- | --- | ------------------------------------------------------------------------------------------------ | --- | ---------------------------------------------------------------------------- |
| レジー・ハモンド                 | エディ・マーフィ                   | 山寺宏一 | 下條アトム                                                                                       | 山寺宏一 | 山寺宏一                                                                     |
| ジャック・ケイツ                 | ニック・ノルティ                   | 大塚明夫 | 玄田哲章                                                                                         | 立木文彦 | 玄田哲章                                                                     |
| ベン・キーホー                   | ブライオン・ジェームズ             | 嶋俊介 | 樋浦勉                                                                                           | 牛山茂 | 福田信昭                                                                     |
| ブレイク・ウィルソン             | ケヴィン・タイ                     | 納谷六朗 | 近藤洋介                                                                                         | 小林修 | 小川真司                                                                     |
| フランク・クルーズ               | エド・オロス                       | 稲葉実 | 堀勝之祐                                                                                         | 金尾哲夫 | 後藤哲夫                                                                     |
| ウィリアム・"ウィリー"・ヒコック | デヴィッド・アンソニー・マーシャル | 大滝進矢 | 金尾哲夫                                                                                         | 松本キック | 内田直哉                                                                     |
| リチャード・"チェリー"・ガンツ   | アンドリュー・ディヴォフ           | 大塚芳忠 | 大塚明夫                                                                                         | ハウス加賀谷 | 山路和弘                                                                     |
| カークランド・スミス             | バーニー・ケイシー                 | 中庸助 | 小林清志                                                                                         | 藤本譲 | 麦人                                                                         |
| スローン・バローズ               | ブレント・ジェニングス             | 千田光男 | 納谷六朗                                                                                         | 岩崎ひろし | 千田光男                                                                     |
| マルコム・プライス               | テッド・マークランド               | 飯塚昭三 | 銀河万丈                                                                                         | 青森伸 | 斎藤志郎                                                                     |
| ヘイデン                         | フランク・マクレー                 | |                                                                                                  | |                                                                              |
| その他又は役不明                 |                                    | 上田敏也 石森達幸 糸博 城山堅 火野カチコ 滝沢久美子 島香裕 小室正幸 牛山茂 荒川太郎 花咲きよみ 吉田美保 亀井芳子 | 村松康雄 西村知道 渡部猛 丸山詠二 塩田朋子 徳丸完 水野龍司 宝亀克寿 星野充昭 火野カチコ 沢海陽子 | 益富信孝 宮寺智子 チョー 榎本智恵子 島香裕 小林恭治 目黒裕一 秋元羊介 磯辺万沙子 渡辺久美子 天田益男 岡本章子 花田光 | 稲葉実 佐藤しのぶ 仲野裕 小室正幸 石波義人 石森達幸 大川透 石塚理恵 藤生聖子 |

- ソフト版：1991年発売のVHSに初収録。DVD・BD収録。
- フジテレビ版：初回放送1994年4月23日『ゴールデン洋画劇場』※本編ノーカット
- 日本テレビ版：初回放送1998年2月20日『金曜ロードショー』
- テレビ朝日版：初回放送2001年5月27日『日曜洋画劇場』

## スタッフ
- 監督 - ウォルター・ヒル
- 製作総指揮 - マーク・リプスキー、ラルフ・S・シングルトン
- 製作 - ローレンス・ゴードン、ロバート・D・ワックス
- 原案 - フレッド・ブロートン
- 脚本 - ラリー・グロス、ジョン・ファサーノ、ジェブ・スチュアート
- 撮影 - マシュー・F・レオネッティ
- 音楽 - ジェームズ・ホーナー
- 美術 - ジョセフ・ネメック3世
- 編集 - ドン・アーロン、カーメル・デイヴィス、フリーマン・A・デイヴィス
- 衣裳 - ダン・ムーア

### 日本語版
| -    | ソフト版     | フジテレビ版 | 日本テレビ版 | テレビ朝日版 |
| ---- | ------------ | ------------ | ------------ | ------------ |
| 演出 | 伊達康将     | 河村常平     | 木村絵理子   | 蕨南勝之     |
| 翻訳 | 木原たけし   | 木原たけし   | 木原たけし   | 平田勝茂     |
| 調整 |              |              | 熊倉亨       |              |
| 効果 | リレーション |              | リレーション |              |
| 制作 | 東北新社     | 東北新社     | 東北新社     | 東北新社     |

## 地上波放送履歴
| 回数  | テレビ局   | 番組名             | 放送日         | 吹替版       |
| ----- | ---------- | ------------------ | -------------- | ------------ |
| 初回  | フジテレビ | ゴールデン洋画劇場 | 1994年4月23日  | フジテレビ版 |
| 2回目 | フジテレビ | ゴールデン洋画劇場 | 1995年10月21日 | フジテレビ版 |
| 3回目 | 日本テレビ | 金曜ロードショー   | 1998年2月20日  | 日本テレビ版 |
| 4回目 | 日本テレビ | 金曜ロードショー   | 1999年7月23日  | 日本テレビ版 |
| 5回目 | テレビ朝日 | 日曜洋画劇場       | 2001年5月27日  | テレビ朝日版 |
| 6回目 | テレビ東京 | 午後のロードショー | 2020年3月11日  | ソフト版     |
| 7回目 | テレビ東京 | 午後のロードショー | 2022年6月9日   | ソフト版     |